# Steinach bei Rothenburg ob der Tauber

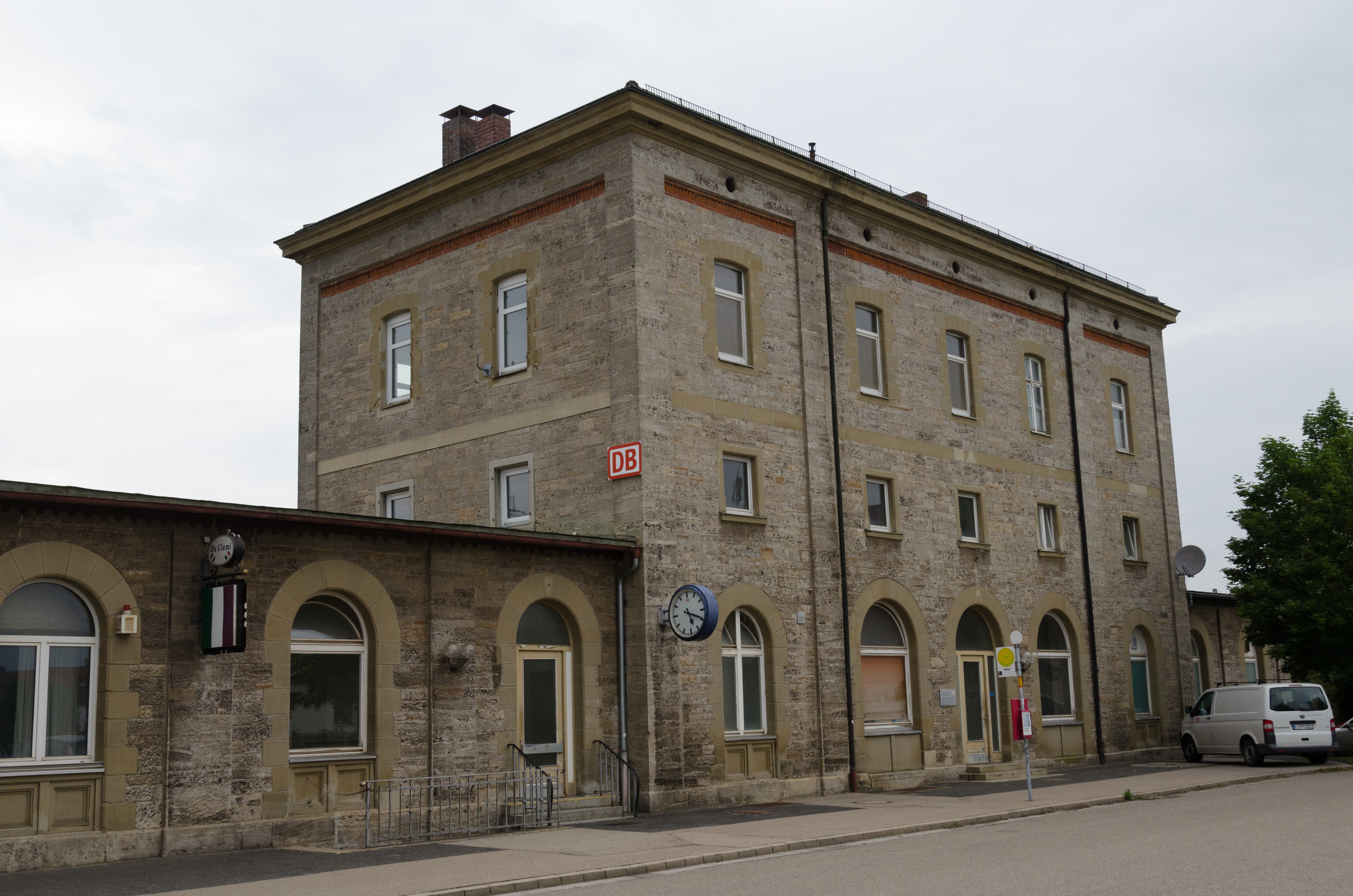
Bahnhof

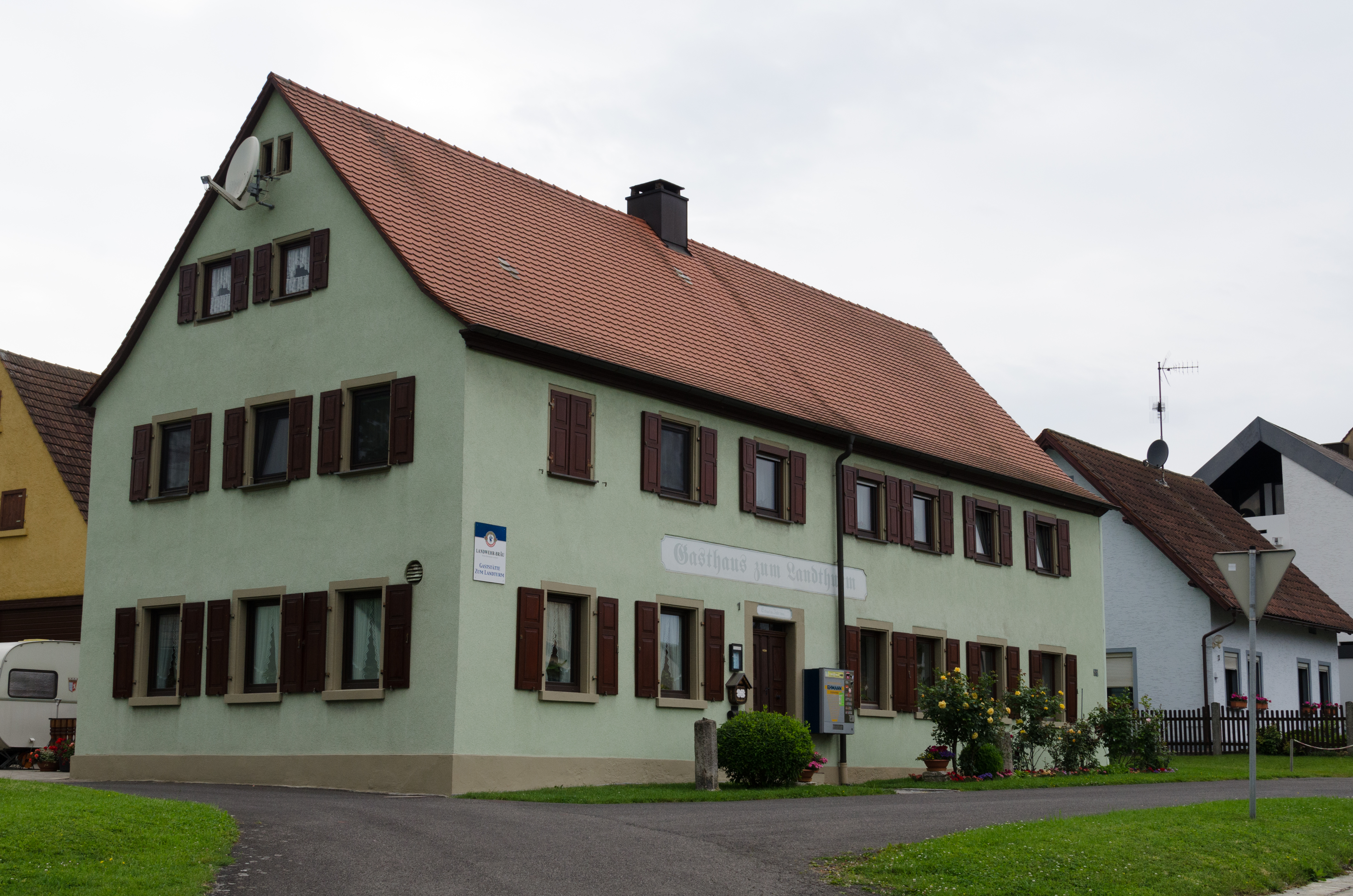
Bahnhofstr. 1: Gasthof zum Landturm

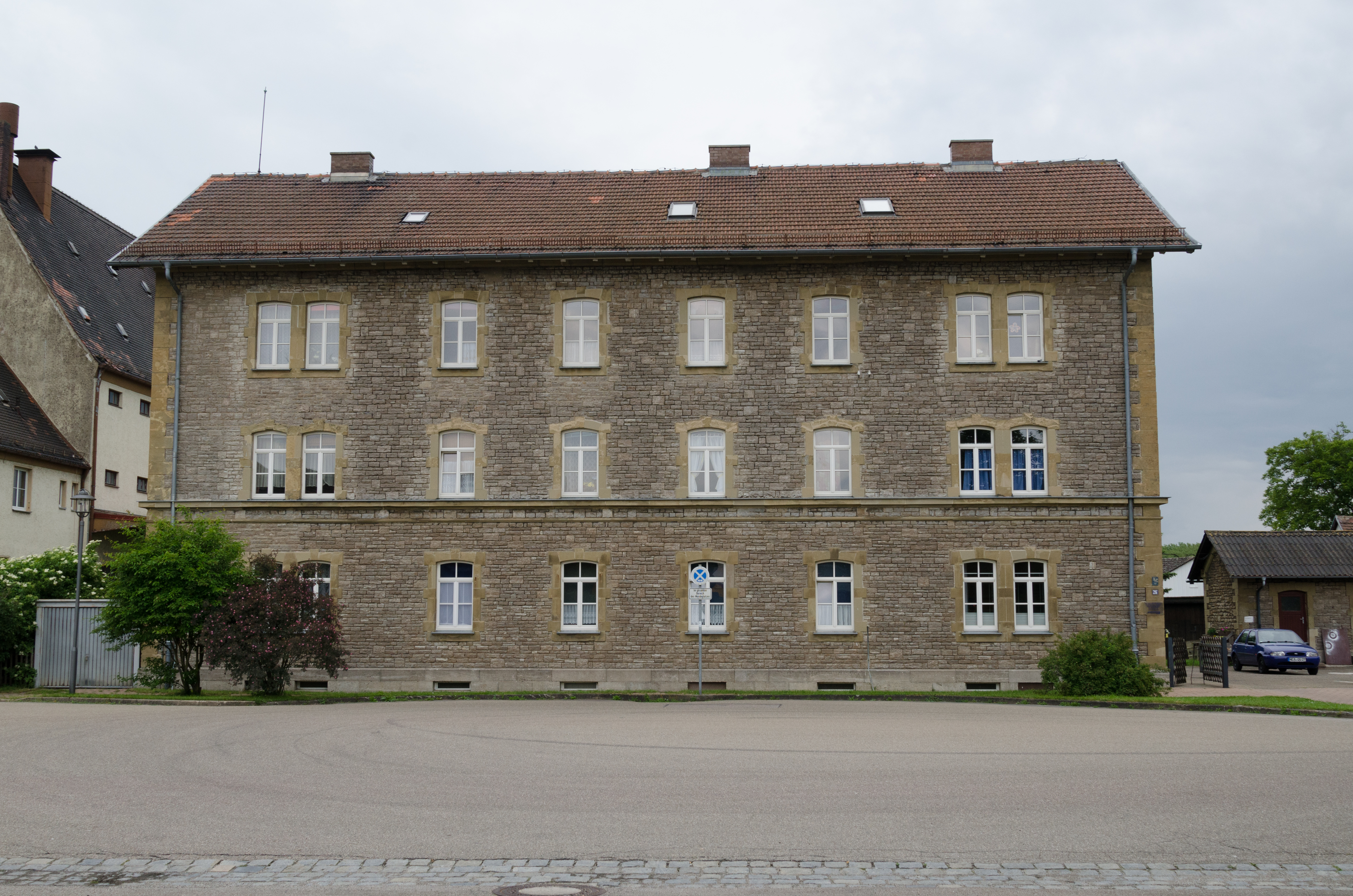
Bahnhofstr. 26: ehemaliges Dienstwohngebäude mit Nebengebäude

Steinach bei Rothenburg ob der Tauber (fränkisch: Schdahni) ist ein Gemeindeteil der Gemeinde Gallmersgarten im Landkreis Neustadt an der Aisch-Bad Windsheim (Mittelfranken, Bayern). Steinach liegt in der Gemarkung Gallmersgarten.

## Geographie
Das Dorf Steinach liegt, naturräumlich gesehen, in der wenig hügeligen Gäulandschaft der Windsheimer Bucht etwas nördlich vor der Frankenhöhe, die im Sporn des Fuchsbergs (447 m ü. NHN) ca. 0,75 km südlich des Ortes ihren letzten bewaldeten Ausläufer hat. Dieser kommt mit seinem Waldabhang Vogelsang dem Dorfrand bis auf weniger als 200 Meter nahe. Steinach bedeckt einen Abschnitt eines nordöstlich einfallenden, nicht sehr hohen Hügelrückens im Lettenkeuper (Erfurt-Formation), der an der Südostseite vom Tiefenbach begrenzt ist und jenseits in den Gipskeuper (Grabfeld-Formation) übergeht, an der Gegenseite von der diesen entwässernden Ens, jenseits derer Lösssediment die Landschaft bedeckt.

## Geschichte
An der Stelle des jetzigen Ortes stand seit 1567 ein Landwehrturm der Reichsstadt Rothenburg. Auf einer historischen Karte aus dem 19. Jahrhundert ist im Ortsbereich erst der Bahnhof Steinach ohne jede Wohnbebauung eingezeichnet. Steinach wurde in einem Ortsverzeichnis von 1867 erstmals schriftlich erwähnt. Der Ort wurde auf dem Gemeindegebiet von Gallmersgarten errichtet.

### Baudenkmäler
In Steinach gibt es fünf Baudenkmäler:
- Bahnhofstr. 01: Gasthaus zum Landthurm
- Bahnhofstr. 19: Streckenwärterhaus
- Bahnhofstr. 21: Empfangsgebäude Bahnhof Steinach (b Rothenburg o d Tauber)
- Bahnhofstr. 26: ehemaliges Dienstwohngebäude mit Nebengebäude
- Rothenburger Landhege

### Erinnerungsstätte für den Gebirgsjäger Konrad Treiber

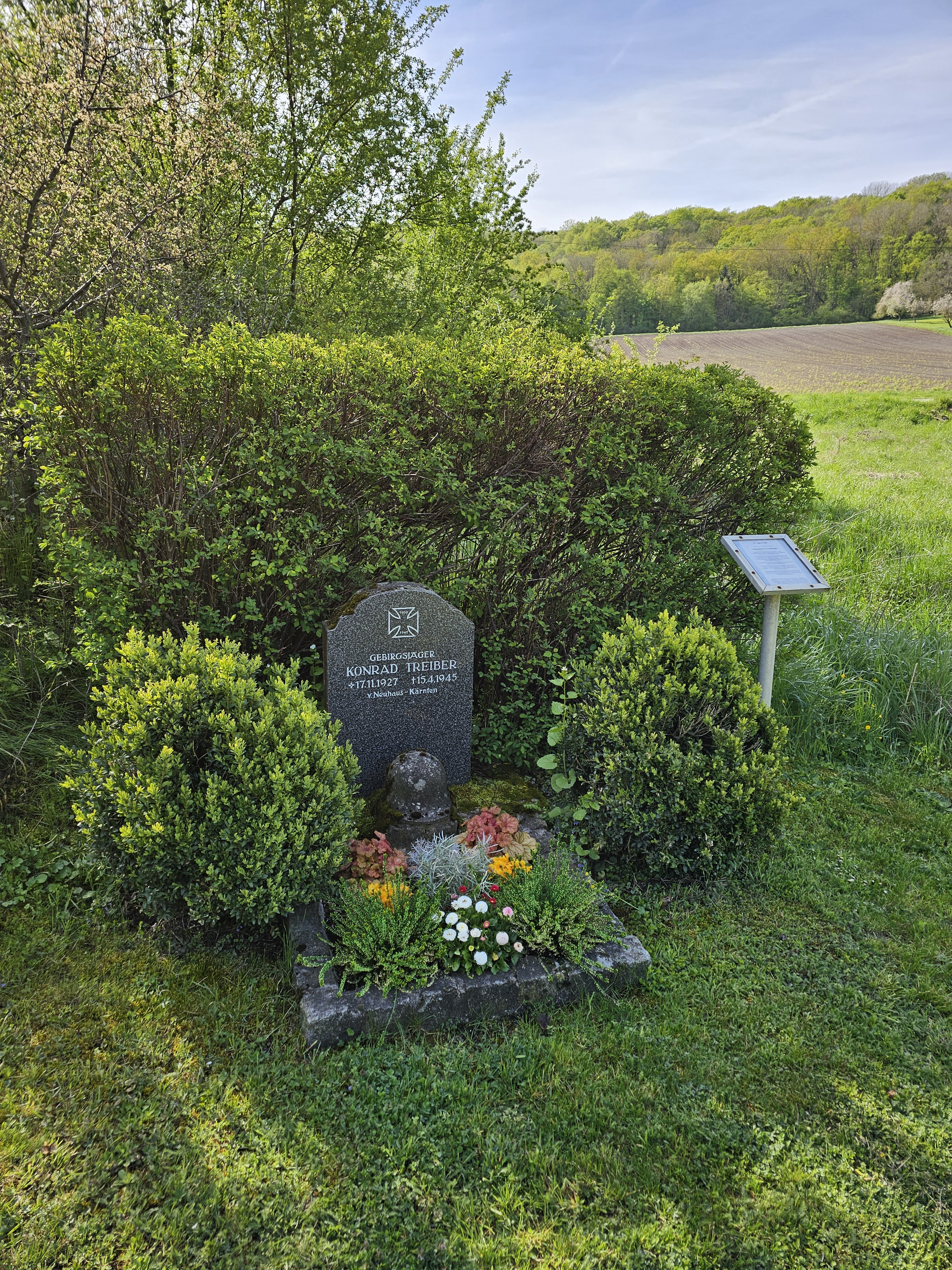
Kenothaph des Gebirgsjägers Konrad Treiber

Am Ortseingang von Steinach findet sich – neben dem Bahndamm – das Kenotaph des Gebirgsjägers Konrad Treiber.
Treiber wurde am 15. April 1945 – im Alter von 17 Jahren – von einem amerikanischen Scharfschützen tödlich getroffen. Nach Kriegsende wurden seine sterblichen Überreste in das Soldatengrab in Treuchtlingen überführt. Das Grab blieb als Kenotaph erhalten.

### Einwohnerentwicklung
| Jahr      | 1861  | 1871   | 1885   | 1900   | 1925   | 1950   | 1961   | 1970   | 1987   | 2014  |
| Einwohner | 37    | 62     | 45     | 163    | 177    | 279    | 239    | 210    | *224   | 270   |
| Häuser    |       |        | 5      | 20     | 37     | 34     | 35     |        | *69    |       |
| Quelle    | [ 7 ] | [ 11 ] | [ 12 ] | [ 13 ] | [ 14 ] | [ 15 ] | [ 16 ] | [ 17 ] | [ 18 ] | [ 1 ] |

## Religion
Die Einwohner evangelisch-lutherischer Konfession sind nach St. Maria (Steinach an der Ens) gepfarrt. Die Katholiken waren ursprünglich nach St. Johannis (Rothenburg ob der Tauber) gepfarrt, heute ist die Pfarrei St. Bonifaz (Bad Windsheim) zuständig.

## Verkehr
Die Bundesstraße 470 führt nach Burgbernheim (2,5 km nordöstlich) bzw. zur Anschlussstelle 107 der Bundesautobahn 7 (2 km westlich).
Der Ort hat einen Bahnhof, an dem die Nebenbahnen Steinach bei Rothenburg–Bad Windsheim und Steinach bei Rothenburg–Dombühl von der Hauptbahn Treuchtlingen–Würzburg abzweigen. Der Bahnhof wird täglich vom IC 2082 / 2083 „Königssee“ angefahren und gilt dadurch als einer der einwohnermäßig kleinsten Fernverkehrshalte in Deutschland.
Durch Steinach verlaufen die Fernwanderwege Frankenhöhe-Weg, Johann-Ludwig-Klarmann-Weg und Zollernweg.